# Alien Blood
Alien Blood er en amerikansk stumfilm fra 1917 af Burton George.

## Medvirkende
- Clifford Grey
- Winifred Greenwood